# تغییر عادت
تغییر عادت (انگلیسی: Change of Habit) فیلمی در ژانر موزیکال و درام به کارگردانی ویلیام ای. گراهام است که در سال ۱۹۶۹ منتشر شد.

## خلاصه فیلم
خواهر "میشل" راهبه‌ای است که ماموریت دارد به "دکتر جان کارپنتر" کمک کند تا محله‌ای که در آن زندگی می‌کند را پاکسازی کند.اما او عاشق "میشل" می‌شود و...